# آبا: فیلم
آبا: فیلم (انگلیسی: ABBA: The Movie) یک مستندنمای کمدی-درام دربارهٔ تور موسیقی ابرگروه سوئدی موسیقی پاپ آبا در کشور استرالیا است که در سال ۱۹۷۷ منتشر شد.

## بازیگران
- بنی آندشون در نقش خودش
- بیورن اولویوس در نقش خودش
- آنگنیه‌تا فلتسکوگ در نقش خودش
- آنی-فرید لینگستاد در نقش خودش
- استیگ آندشون در نقش خودش
- ریچارد نورتون در نقش خودش